# Чемпионат мира по фехтованию 2001
Чемпионат мира по фехтованию в 2001 году проходил с 26 октября по 1 ноября в Ниме (Франция).

## Общий медальный зачёт
| Место | Страна      | Золото | Серебро | Бронза | Всего |
| ----- | ----------- | ------ | ------- | ------ | ----- |
| 1     | Италия      | 4      | 1       | 1      | 6     |
| 1     | Россия      | 4      | 1       | 1      | 6     |
| 3     | Франция     | 2      | 3       | 5      | 10    |
| 4     | Германия    | 1      | 1       | 2      | 4     |
| 5     | Венгрия     | 1      | 1       | 1      | 3     |
| 6     | Швейцария   | 0      | 2       | 1      | 3     |
| 7     | Румыния     | 0      | 1       | 2      | 3     |
| 8     | Польша      | 0      | 1       | 1      | 2     |
| 9     | Эстония     | 0      | 1       | 0      | 1     |
| 10    | Азербайджан | 0      | 0       | 1      | 1     |
| 10    | Куба        | 0      | 0       | 1      | 1     |
| 10    | США         | 0      | 0       | 1      | 1     |
| 10    | Швеция      | 0      | 0       | 1      | 1     |
| Всего | Всего       | 12     | 12      | 18     | 42    |

## Медалисты

### Мужчины
| Дисциплина                  | Золото                                                                            | Серебро                                                                        | Бронза                                                                     |
| --------------------------- | --------------------------------------------------------------------------------- | ------------------------------------------------------------------------------ | -------------------------------------------------------------------------- |
| Шпага Личное первенство     | Паоло Миланоли                                                                    | Базиль Хоффман                                                                 | Фабрис Жанне                                                               |
| Шпага Личное первенство     | Паоло Миланоли                                                                    | Базиль Хоффман                                                                 | Оливер Люке                                                                |
| Шпага Командное первенство  | Венгрия · Кристиан Кульчар · Иван Ковач · Геза Имре · Аттила Фекете               | Эстония · Николай Новосёлов · Кайдо Кааберма · Сергей Вахт · Меэлис Лойт       | Франция · Фабрис Жанне · Юг Обри · Реми Дельомм · Жером Жанне              |
| Рапира Личное первенство    | Сальваторе Санцо                                                                  | Лоик Аттели                                                                    | Брис Гияр                                                                  |
| Рапира Личное первенство    | Сальваторе Санцо                                                                  | Лоик Аттели                                                                    | Франк Буаден                                                               |
| Рапира Командное первенство | Франция · Брис Гияр · Лоик Аттели · Жан-Ноэль Феррари · Франк Буаден              | Польша · Адам Кжесиньский · Славомир Моцек · Томаш Цеплый · Пётр Кельпиковский | Куба · Элвис Грегори · Оскар Гарсиа · Рауль Перохо · Эдди Паттерсон        |
| Сабля Личное первенство     | Станислав Поздняков                                                               | Жюльен Пийе                                                                    | Матьё Гурден                                                               |
| Сабля Личное первенство     | Станислав Поздняков                                                               | Жюльен Пийе                                                                    | Рафал Шнайдер                                                              |
| Сабля Командное первенство  | Россия · Станислав Поздняков · Алексей Фросин · Сергей Шариков · Алексей Дьяченко | Венгрия · Домонкош Ферьянчик · Кенде Фодор · Балаж Лендьель · Жолт Немчик      | Румыния · Михай Ковалиу · Флорин Заломир · Флорин Лупейкэ · Виктор Гэуряну |

### Женщины
| Дисциплина                  | Золото                                                                           | Серебро                                                                              | Бронза                                                                                        |
| --------------------------- | -------------------------------------------------------------------------------- | ------------------------------------------------------------------------------------ | --------------------------------------------------------------------------------------------- |
| Шпага Личное первенство     | Клаудия Бокель                                                                   | Лора Флессель                                                                        | Мария Исакссон                                                                                |
| Шпага Личное первенство     | Клаудия Бокель                                                                   | Лора Флессель                                                                        | Джанна Хаблютцель-Бюрки                                                                       |
| Шпага Командное первенство  | Россия · Татьяна Логунова · Анна Сивкова · Мария Мазина · Татьяна Фахрутдинова · | Швейцария · Джанна Хаблютцель-Бюрки · Софи Ламон · Диана Романьоли · Табеа Штеффен · | Италия · Алессандра Англезио · Элиза Уга · Аннализа Кольторти · Саба Амендолара · Лаура Киеза |
| Рапира Личное первенство    | Валентина Веццали                                                                | Сабине Бау                                                                           | Роксана Скарлат                                                                               |
| Рапира Личное первенство    | Валентина Веццали                                                                | Сабине Бау                                                                           | Екатерина Юшева                                                                               |
| Рапира Командное первенство | Италия · Джованна Триллини · Валентина Веццали · Диана Бьянкеди · Фрида Скарпа   | Россия · Екатерина Юшева · Светлана Бойко · Ольга Лобынцева · Юлия Хакимова          | США · Эринн Смарт · Анн Марш · Ирис Циммерман · Фелиция Циммерман                             |
| Сабля Личное первенство     | Анне-Лиз Туйя                                                                    | Илария Бьянко                                                                        | Елена Жемаева                                                                                 |
| Сабля Личное первенство     | Анне-Лиз Туйя                                                                    | Илария Бьянко                                                                        | Джойа Марцокка                                                                                |
| Сабля Командное первенство  | Россия · Елена Нечаева · Наталья Макеева · Ирина Баженова · Елизавета Горст      | Румыния · Андрея Пелей · Кэтэлина Георгицоаия · Ирина Ковалю ·                       | Германия · Сандра Бенад · Сабине Тильтгес · Дорен Хенч · Стефани Кубисса                      |